# Синьжэнь Ван
Синьжэнь Ван (кит. 新人王, Новые профессионалы) — китайский титул го, разыгрывающийся среди молодых игроков до 20 лет (до 2007 года — до 30 лет) рейтингом до 7  профессионального дана. Спонсором титула является компания Shanhai Qiyuan. Призовой фонд турнира составляет 20000 юаней (примерно 2400 долларов). Турнир является аналогом японского титула для молодых игроков Синдзин-О. Соревнования проходят по системе плей-офф, финальный матч состоит из трёх партий. Контроль времени составляет по два часа основного времени и пять периодов бёёми по 60 секунд. В 1997 году титул завоевал непрофессиональный игрок Лю Цзюнь; этот случай стал единственным в истории, когда игрок-любитель стал обладателем китайского титула.

## Обладатели титула
| Спортсмен     | Годы       |
| ------------- | ---------- |
| Лян Вэйтан    | 1994       |
| Шао Вэйган    | 1995       |
| Чан Хао       | 1996       |
| Лю Цзюнь      | 1997       |
| Цзоу Цзюньцзе | 1998       |
| Ху Яоюй       | 1999       |
| Лю Шичжэнь    | 2000       |
| Гу Ли         | 2001, 2005 |
| Пэн Цюань     | 2002       |
| Кун Цзе       | 2003       |
| Цю Цзюнь      | 2004       |
| Ли Чжэ        | 2006       |
| Чжоу Жуйян    | 2007, 2008 |
| Ши Юэ         | 2009       |
| Фань Тинъюй   | 2010—2012  |
| Tао Синьжань  | 2013       |
| Юй Чжиин      | 2014       |